# Royal Football Fund
Es una empresa, fundada en Abu Dhabi, que invierte en el deporte a nivel mundial. Fue creado por el jeque Sulaiman Al-Fahim,  
y el joven emprendedor propietario del club, Mumbai City FC.
Entre las inversiones notables podemos destacar FC Copenhague, Mumbai City FC, United Investment Bank, Abu Dhabi United Group y el CB Gran Canaria.